# ベッペ・チアルディ
ベッペ・チアルディとして知られるジュゼッペ・チアルディ（Beppe Ciardi 本名 Giuseppe Ciardi、1875年3月18日 - 1932年6月14日）は、イタリアの画家。印象派のスタイルの風景画などを描いたことで知られる。

## 略歴
ヴェネツィアで生まれた。父親は印象派のスタイルにも影響を受けた風景画家のグリエルモ・チアルディ(Guglielmo Ciardi: 1842-1917)で、1894年からヴェネツィア美術アカデミーの風景画の教授になった。妹のエンマ・チアルディ(Emma Ciardi: 1879-1933)もヴェネツィアの街の風景を描いて人気のある画家になった。
パドヴァ大学で自然科学を学んだ後、1896年にヴェネツィア美術アカデミーに入学し、エットーレ・ティート(Ettore Tito: 1859-1941)に学んだ。
美術アカデミーに在学中から展覧会への出展を始め、1899年には、ヴェネツィア・ビエンナーレに印象派のスタイルや点描の試みをした作品を出展し、父親のスタイルとは異なる作品で注目された.。1900年にミラノのペルメネンテ宮殿の美術展(Esposizione della Permanente)で賞(premio Fumagalli) を受賞し、1901年にはミュンヘンの国際美術展、1904年にはサンフランシスコの国際美術展で入賞し、1906年のミラノ万国博覧会の展覧会にも作品を展示した。
第一次世界大戦によって活動は中断されたが、大戦後も未来派や表現主義などの前衛的な作品が出展されるようになったヴェネツィア・ビエンナーレに参加した。
1932年にトレヴィーゾ県、クイント・ディ・トレヴィーゾの邸で亡くなった。

## 作品

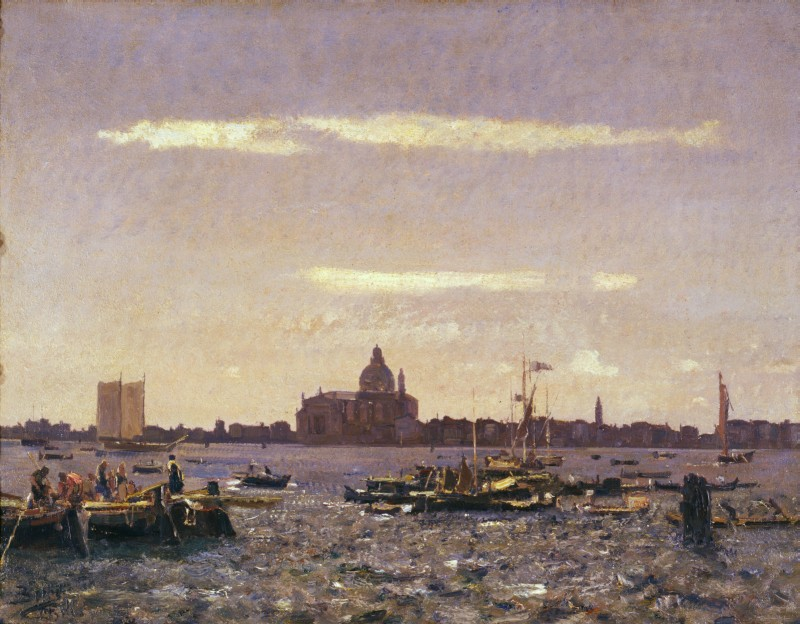
9月のヴェネツィア(1900/1910)
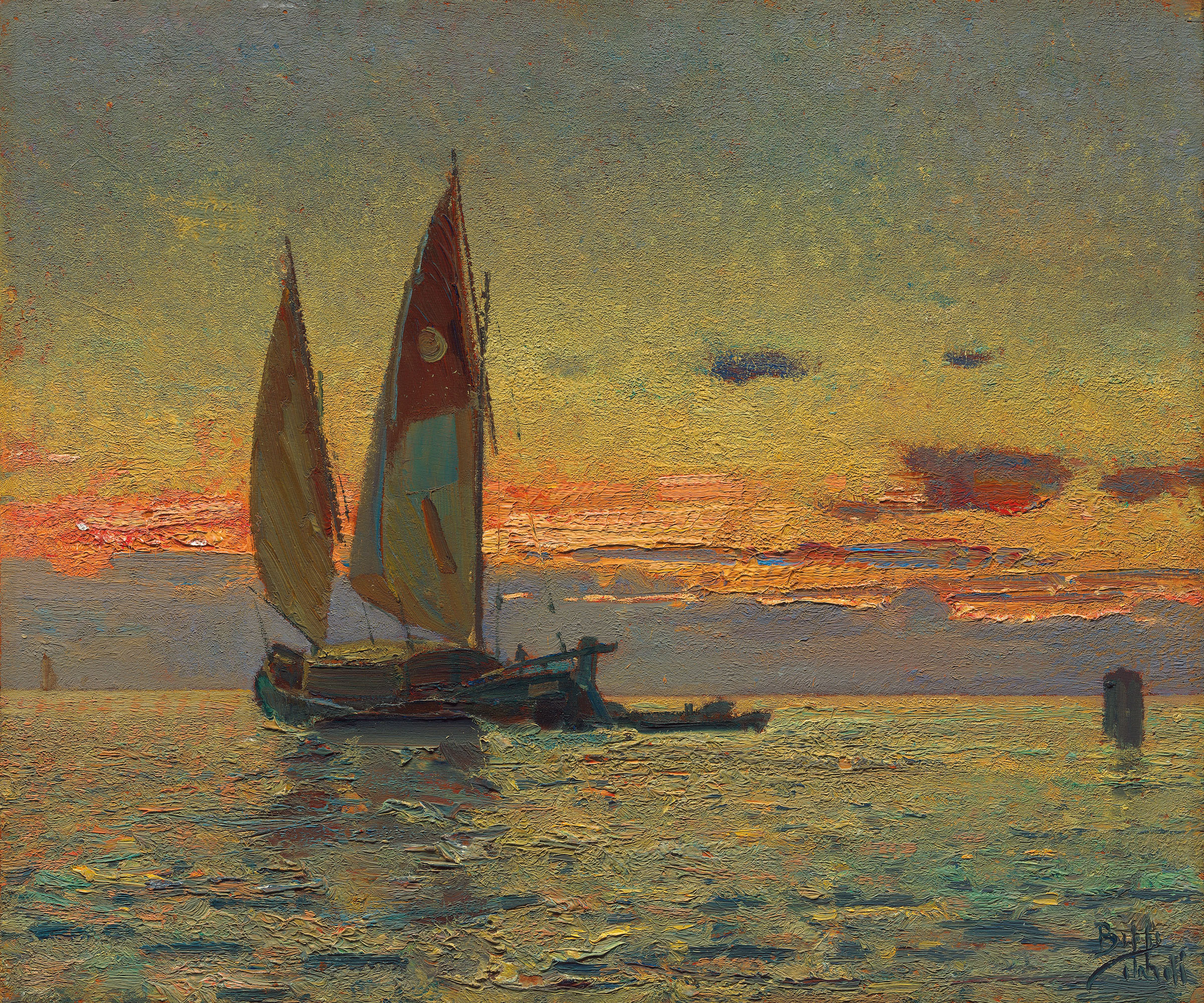
1日の終わりの時間
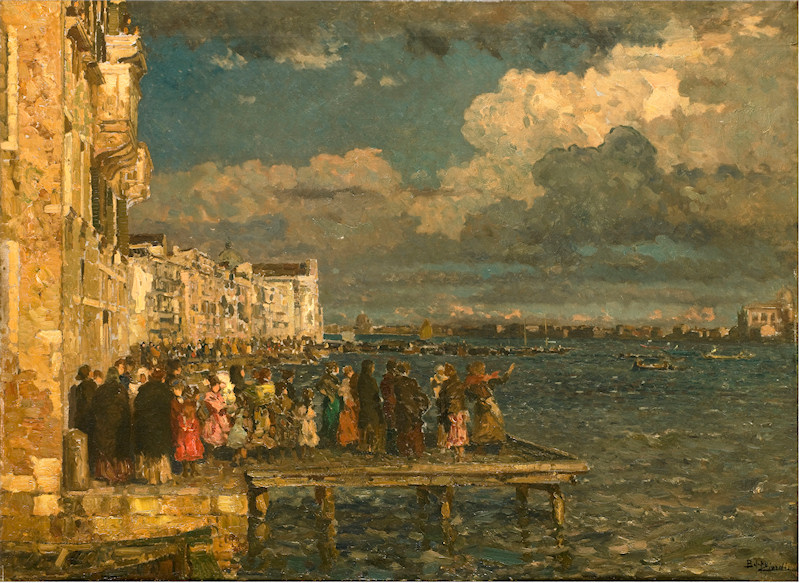
レデントーレ祭の準備(1910/1915)
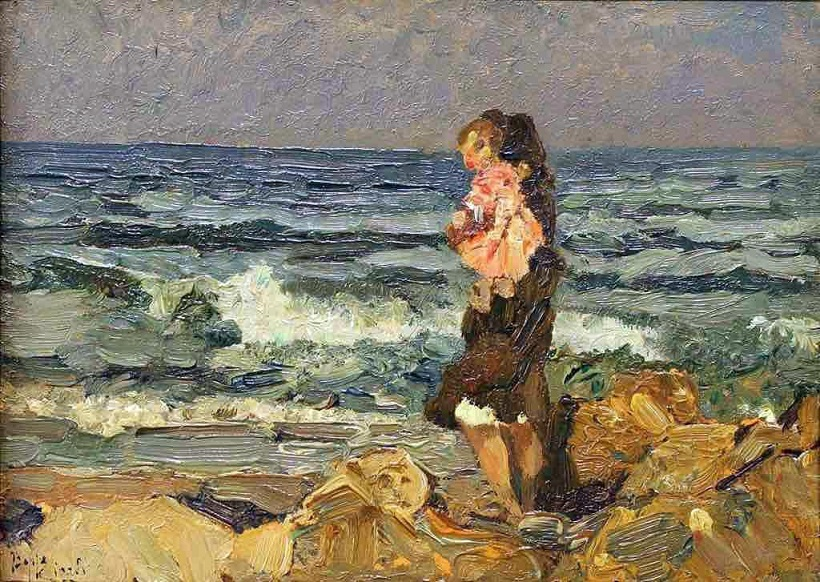
「海辺」(1920)
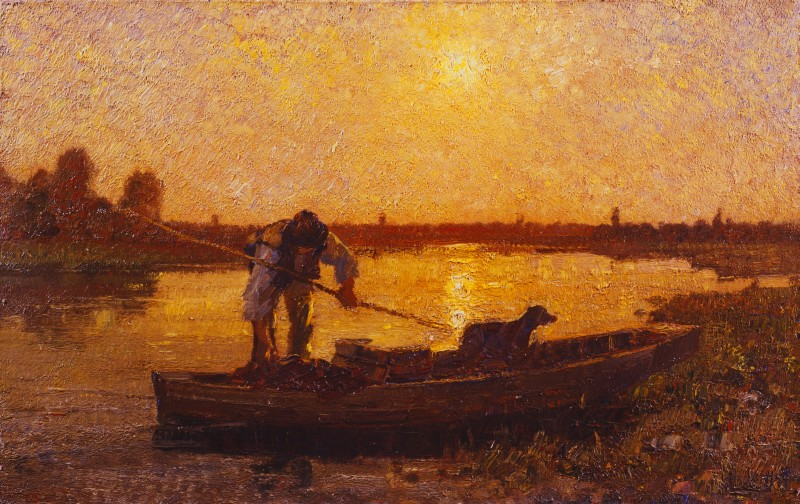
シレの夕べ(c.1925)
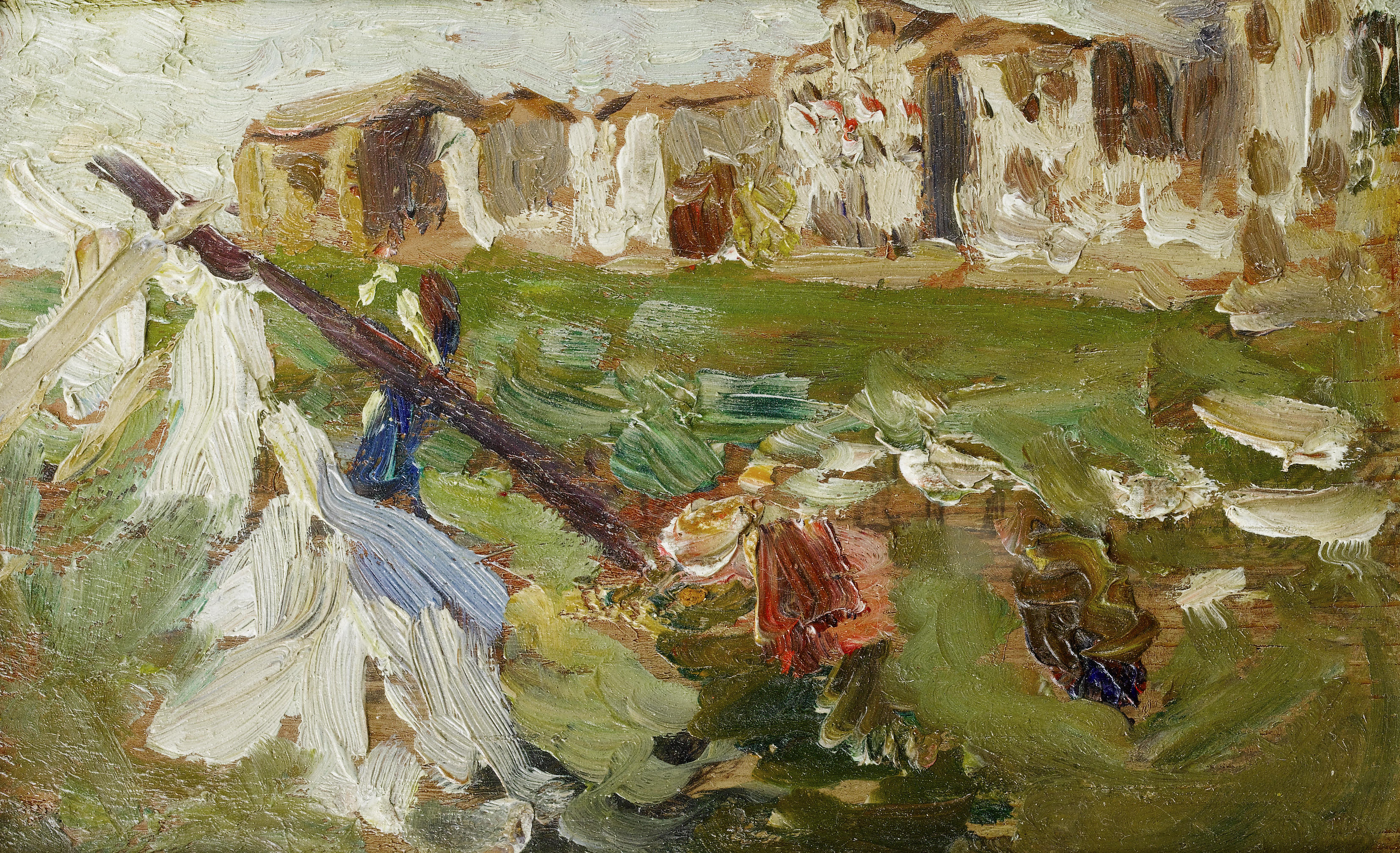
"Santa Marta, Venezia"